# Ruellia saccata
Ruellia saccata är en akantusväxtart som beskrevs av Schmidt-leb. och E.A.Tripp. Ruellia saccata ingår i släktet Ruellia och familjen akantusväxter. Inga underarter finns listade i Catalogue of Life.